# 中国驻韩国大使馆
中华人民共和国驻大韩民国大使馆（：／?），简称中国驻韩国大使馆，位于大韩民国首尔市，是中华人民共和国驻在大韩民国的主要外交代表机构，位于首尔市中区明洞2街83之7号（중구 명동2가 83-7），道路名住址（新住址）为首尔市中区明洞2街27号（명동2길 27）。

## 历史

### 初设
最初為清朝商人出資購得，建成“清商會館”，1883年改為“清國公館”，1885年袁世凱赴韓交涉通商事宜時又改為“總理衙門”。

### 移交
1992年8月24日，韩国與中華人民共和國建交，同時與中華民國斷交。韩国政府在建交前日要求原中華民國駐韓國大使館人員於24小時內離境，使館館舍等資產均被韓國政府接收並轉交中華人民共和國。中華民國方面嘗試把館產出售給第三方，但未能實現。中華民國外交官在撤館過程中對建築進行了嚴重破壞，導致整座建築斷水斷電，室內地毯被撕裂，家具損壞嚴重。接管館舍後，值班人員甚至無法找到合適的地方用餐。最終，由距離韓國最近的山東省派遣工程技術人員開展修復工作，1993年1月完成。1993年2月5日，中华人民共和国外交人员正式迁入。

### 翻修
2002年，驻韩中国大使馆因明洞馆址翻修重建，搬至钟路区孝子洞54號孝子大厦（新住址为首尔市钟路区紫霞门路70号）。2014年1月23日，驻韩中国大使馆搬回原址，并举行了一个简单的开馆式。新建的大使馆由一个10层的办公楼和另一个24层的宿舍楼组成，两座楼的一二层是相通的。新馆占地面积为17,199m²，比美國駐韓大使館（9871m²）和俄羅斯駐韓大使館（12,012m²）都大，在中華人民共和國各駐外使館中仅次于驻美大使馆（23,000m²）。

## 机构设置
根据有关规定，中国驻韩国大使馆设置下列机构：

### 内设机构
- 政治和新闻处
- 经济商务处
- 文化处
- 科技处
- 领侨处
- 教育处
- 武官处：国防武官王京国少将
- 办公室

### 总领事馆
- 中国驻釜山总领事馆
- 中国驻光州总领事馆
- 中国驻济州总领事馆

## 事件
2025年2月14日，1名40歲安姓韓國男子身穿漫威电影中超级英雄“美国队长”的队服试图强闯大使馆，扬言要对中国大使馆进行恐袭，最終被首爾南大门警察署警員於当晚19时36分以涉嫌非法入侵建筑物未遂罪名拘捕。據悉該男子是韓國總統尹錫悅支持者。韩国外交部1名官員於17日就事件表示，为防止类似事件重演，正与中国驻韩大使馆和管辖警方紧密沟通。政府同中方在各领域持续开展交流和沟通，致力于增进两国民众的友好感情和相互理解。